# Kokonín
Kokonín (německy Kukan) je část statutárního města Jablonec nad Nisou, nachází se na jihu města.  Kokonín je také název katastrálního území o rozloze 3,86 km².

## Historie
První písemná zmínka o vesnici pochází z roku 1543.

### Spor o čističku a návrh na osamostatnění
Část obyvatel Kokonína nesouhlasila s tím, že zastupitelstvo města Jablonce změnou územního plánu podpořilo projekt Severočeské vodárenské společnosti na čističku odpadních vod v těsné blízkosti rodinných domků v Kokoníně a nikoliv o 500 metrů dále, a požádala o konání místního referenda jednak o výstavbě čističky, jednak o odtržení Kokonína od Jablonce. Město na 19. února 2012 vyhlásilo jen místní referendum s otázkou „Chcete oddělení místní části Kokonín od Jablonce nad Nisou a vznik samostatné obce Kokonín?“ Požadované referendum o výstavbě čističky město zamítlo s odůvodněním, že takové referendum lze vyhlásit jen v celé obci a nelze je vyhlásit jen v místní části, které se týká, a krajský soud jeho názor potvrdil. Přípravný výbor referenda se obrátil na Ústavní soud a chtěl referendum konat až po jeho rozhodnutí. Iniciátoři referenda proto vyzvali k bojkotu referenda, aby bylo možno později vyhlásit nové referendum. Dostavilo se pouze 360 ze 1491 oprávněných voličů a proto výsledek referenda nebyl platný. Pro odtržení se vyjádřilo 34 hlasujících, proti odtržení 320. Zmocněnec přípravného výboru Josef Šikola také přiznal, že se mu pro odtržení nepodařilo získat dostatečnou podporu.

## Pamětihodnosti
- památkově chráněná mačkárna skla[9] pod vilou čp. 437 (turisticky přístupná)
- památkově chráněná čerpací stanice na parcele st. 499[10] – součást vodovodu pro Horní Kokonín a část sousedních Vrkoslavic
- kostelík sv. Antonína se hřbitovem
- řada reprezentativních domů a vil z konce 19. a počátku 20. století
- řada staveb lidové architektury

## Fotogalerie

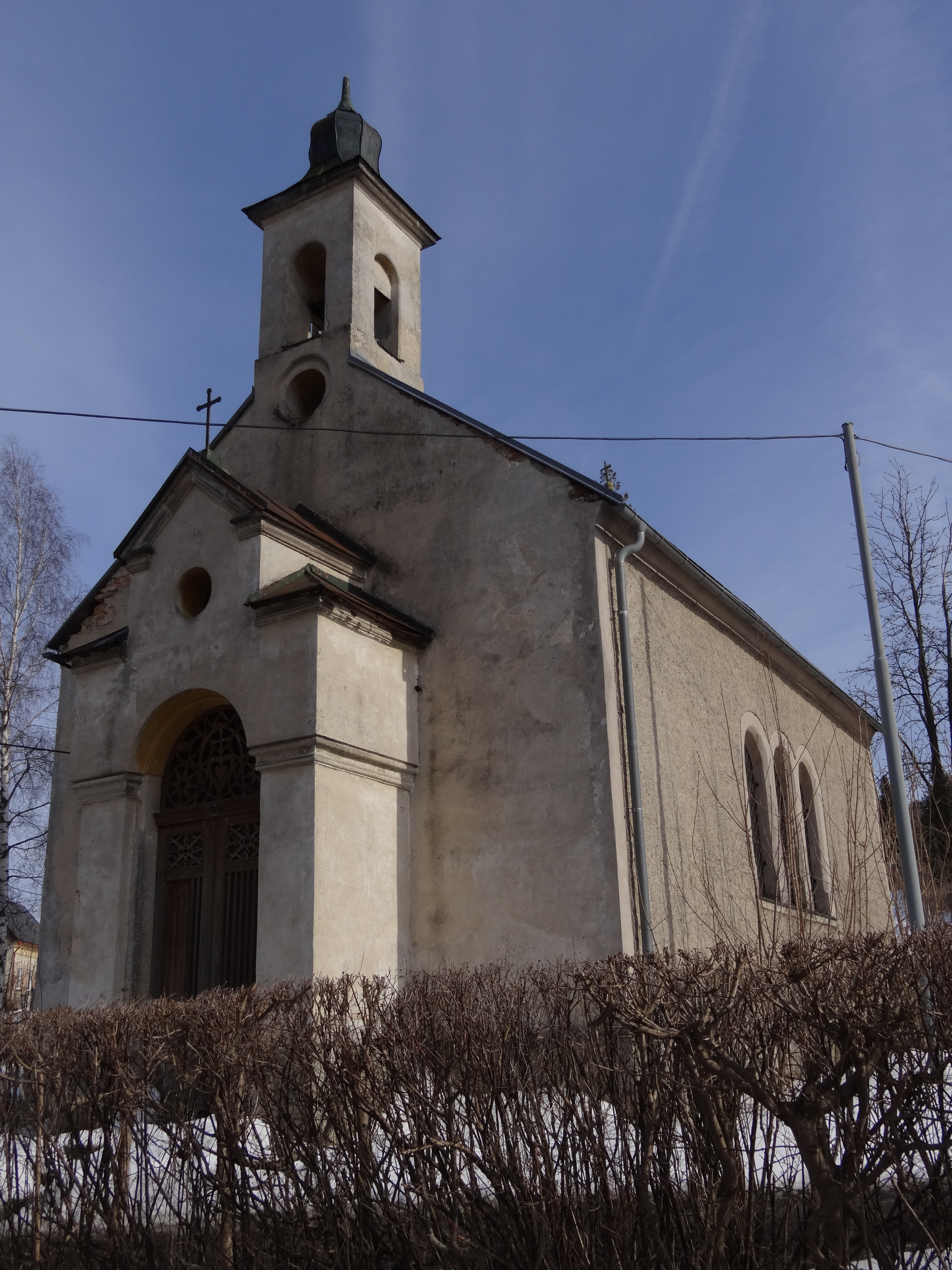
kostelík sv. Antonína
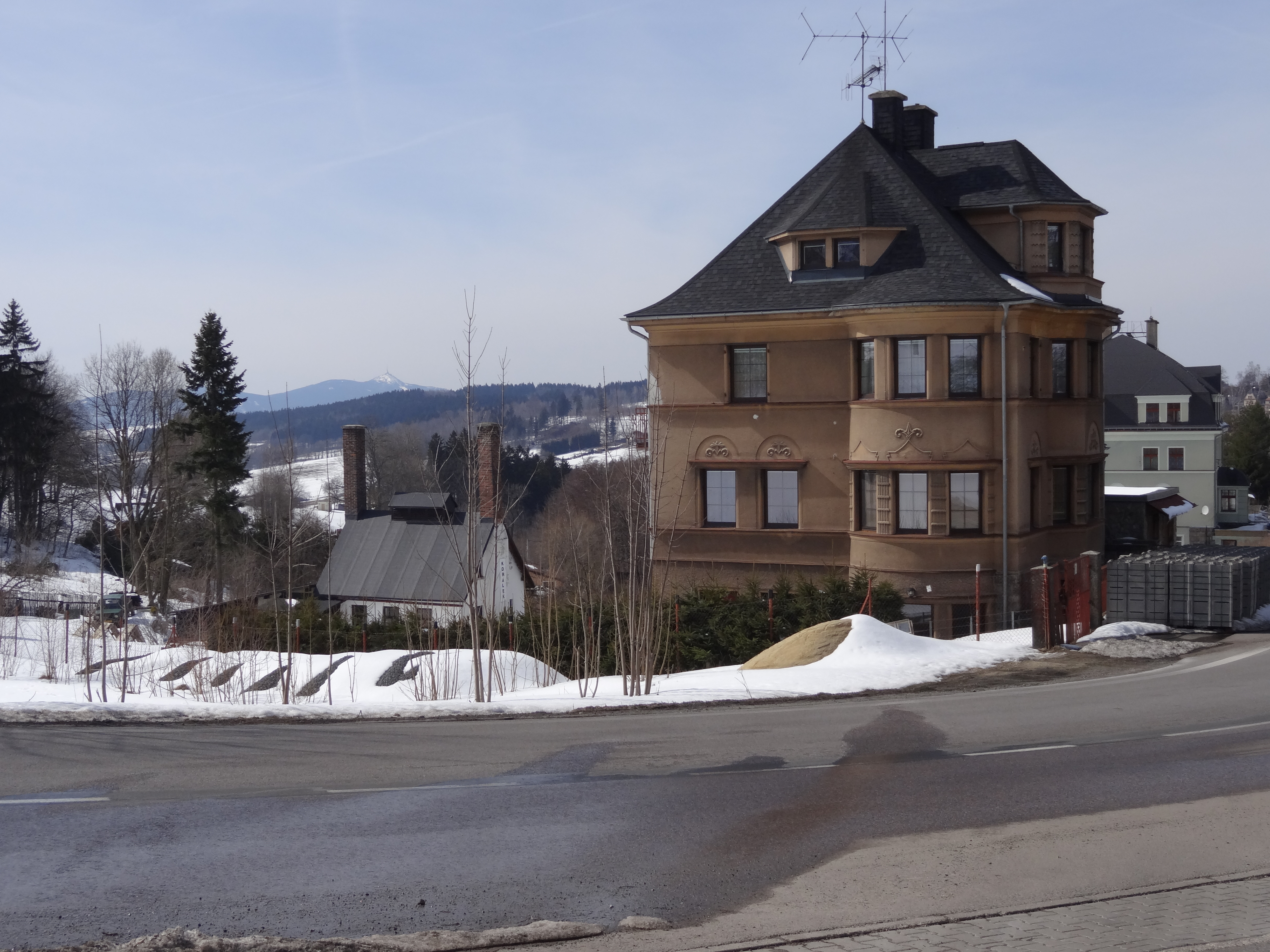
vila čp. 437 při Maršovické ulici
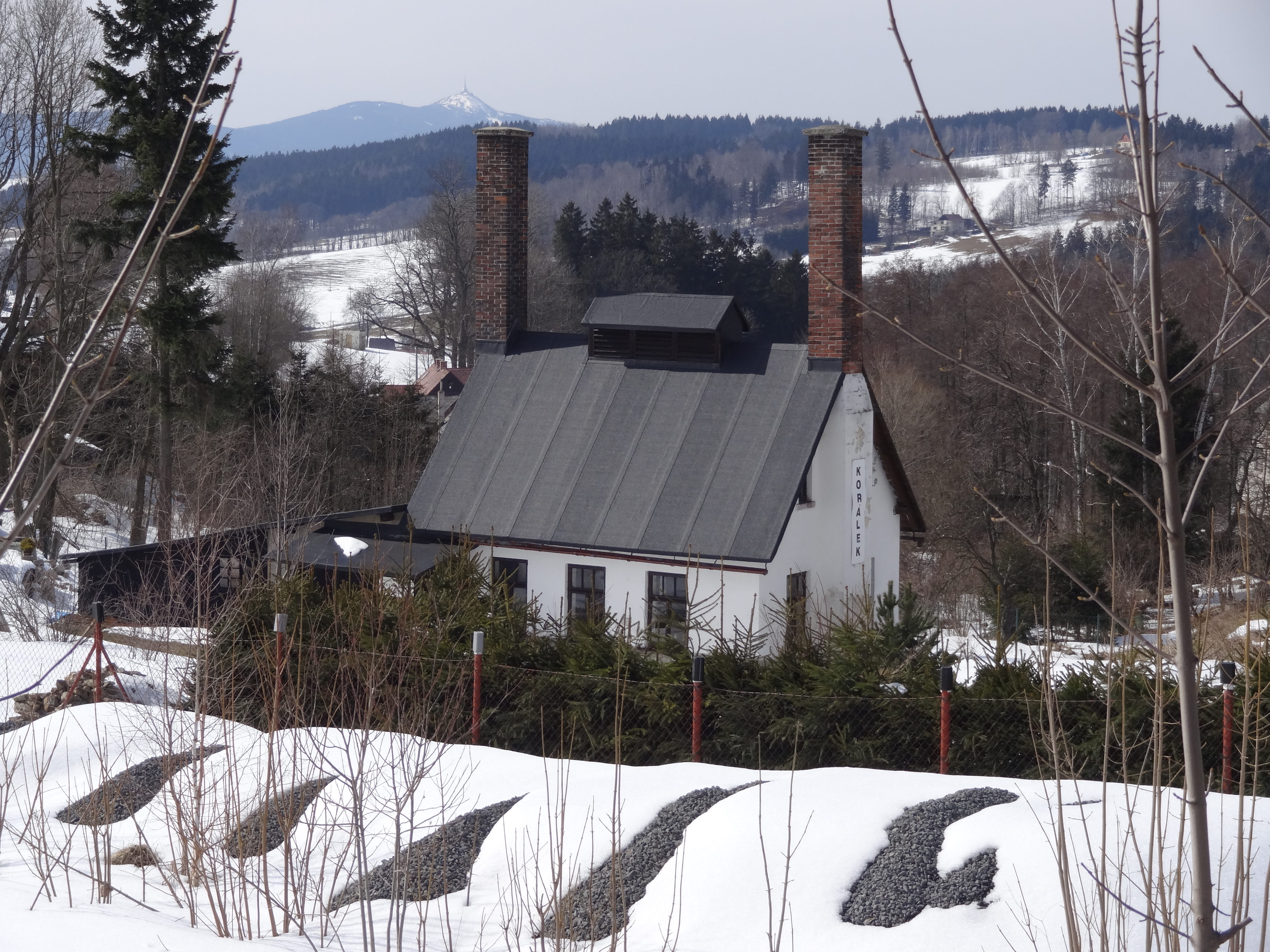
památkově chráněná mačkárna skla
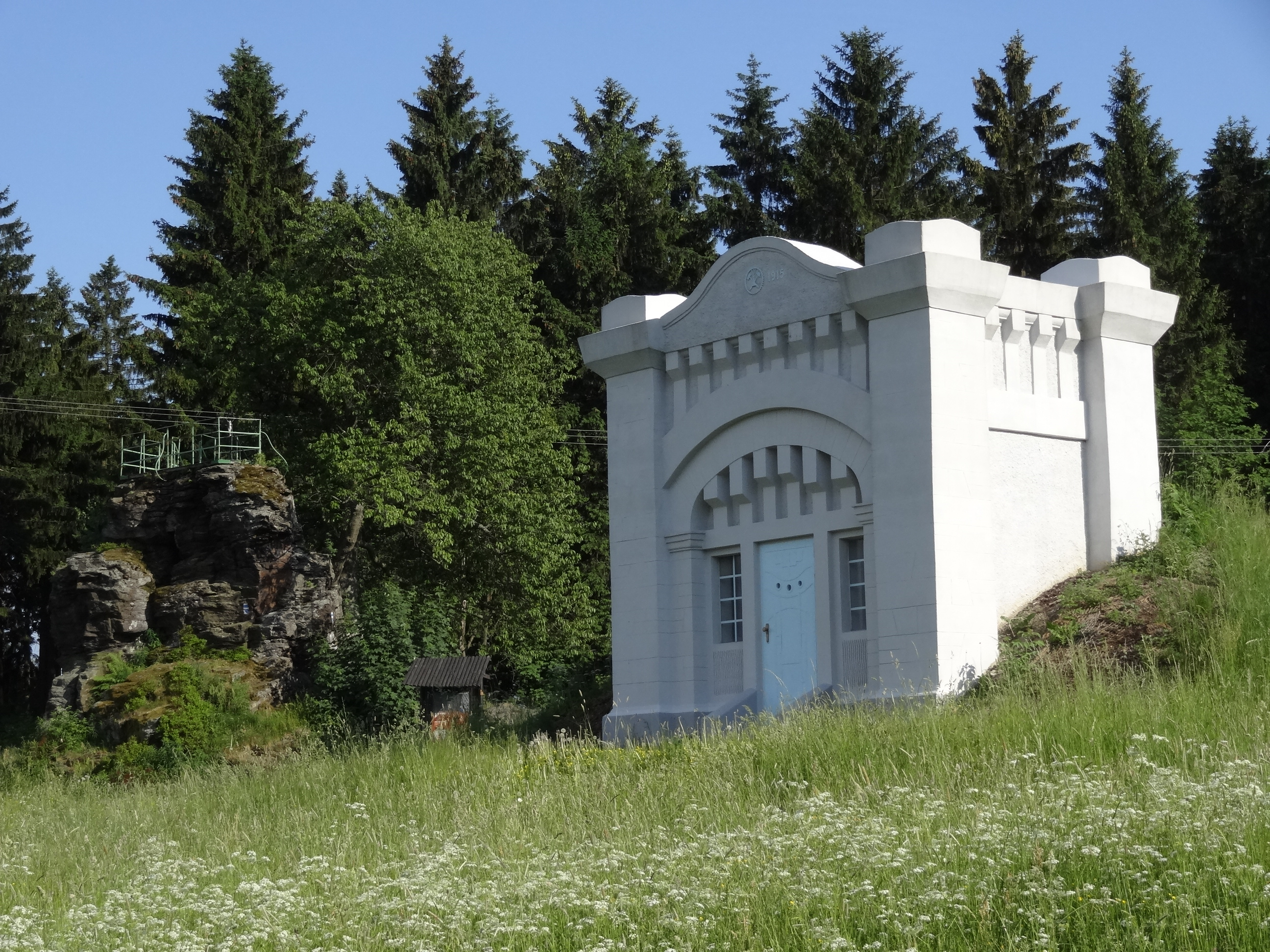
památkově chráněná čerpací stanice